# Аммерзе

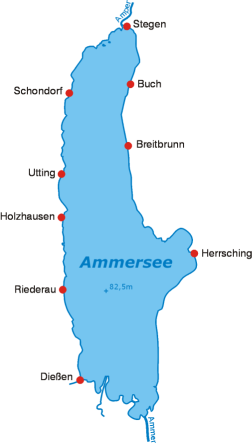

А́ммерзе (нем. Ammersee) — озеро, расположенное в Германии, в Баварии, в окрестностях Мюнхена, между городами Хершинг-ам-Аммерзе и Дисен-ам-Аммерзе.
Озеро возникло около 18 000 — 20 000 лет назад в результате схода ледника. Площадь озера составляет порядка 47 км², что делает его 6-м по размеру площади озером Германии. Расположено на высоте 520 метров над уровнем моря, средняя глубина порядка 38 метров, наибольшая — 81 метр. Озеро и его окрестности являются известным курортом.